# Lijst van rijksmonumenten in Friesland

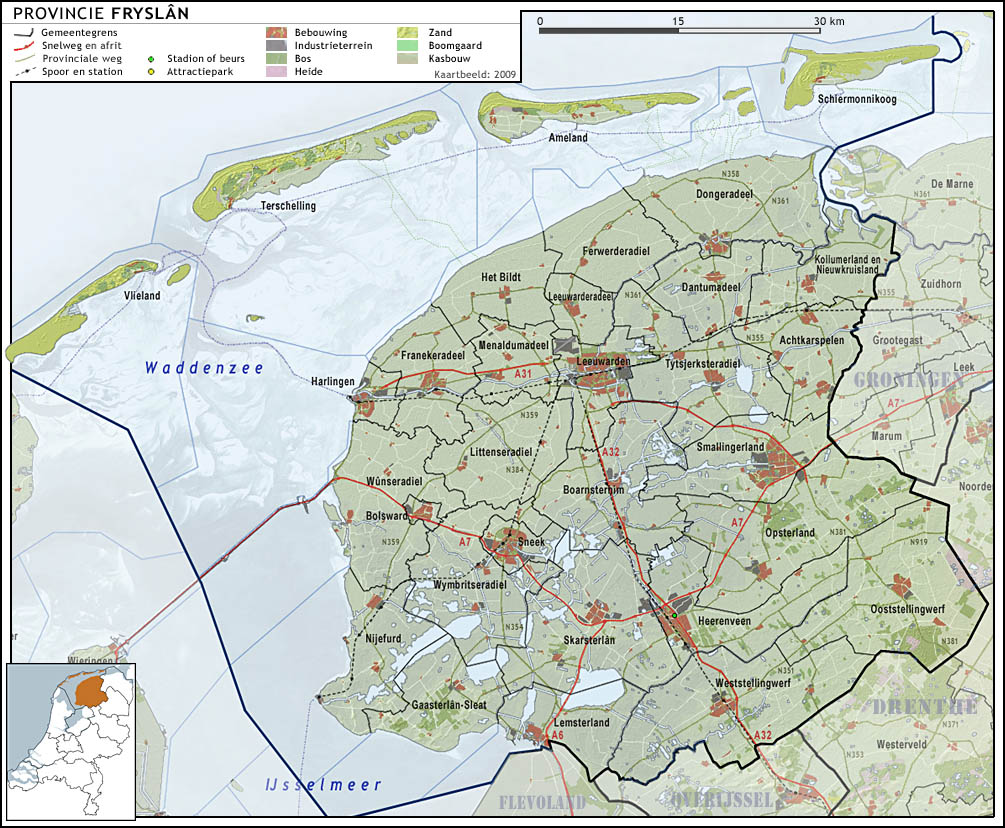
Friesland

De provincie Friesland telt ongeveer 4380 inschrijvingen in het rijksmonumentenregister.
Hieronder een overzicht van lijsten van rijksmonumenten per gemeente. 
- Lijst van rijksmonumenten in Achtkarspelen
- Lijst van rijksmonumenten op Ameland
- Lijst van rijksmonumenten in Dantumadeel
- Lijst van rijksmonumenten in De Friese Meren
- Lijst van rijksmonumenten in Harlingen
- Lijst van rijksmonumenten in Heerenveen
- Lijst van rijksmonumenten in Leeuwarden
- Lijst van rijksmonumenten in Noardeast-Fryslân
- Lijst van rijksmonumenten in Ooststellingwerf
- Lijst van rijksmonumenten in Opsterland
- Lijst van rijksmonumenten in Schiermonnikoog
- Lijst van rijksmonumenten in Smallingerland
- Lijst van rijksmonumenten in Súdwest-Fryslân
- Lijst van rijksmonumenten op Terschelling
- Lijst van rijksmonumenten in Tietjerksteradeel
- Lijst van rijksmonumenten in Vlieland
- Lijst van rijksmonumenten in Waadhoeke
- Lijst van rijksmonumenten in Weststellingwerf